# 류양 (우주비행사)
류양(중국어 간체자: 刘洋, 정체자: 劉洋, 병음: Liú Yáng, 1978년 10월 6일 ~ )은 중국의 파일럿이자 우주비행사로, 중국 최초의 여성 우주비행사이다. 2012년 6월 16일 발사된 선저우 9호의 승무원으로 임무를 수행하였다.